# Hornillo (Almería)
El Hornillo es una localidad y pedanía española del municipio de Níjar, provincia de Almería, Andalucía, en el que se encuentran los barrios de Los Martínez, Los Jiménez y la Loma del Bobar. 
Esta zona se encuentra muy cerca de Los Albaricoques (5km), y próxima a San Isidro o Campohermoso.

## Economía
Se basa en la agricultura intensiva de cultivo en invernadero de hortalizas y vegetales, especialmente en el cultivo de tomate Raf.
- Datos: Q5902252